# Сьвентник
Сьвентник (пол. Świętnik, нім. Heiligenfelde) — село в Польщі, у гміні Лідзбарк-Вармінський Лідзбарського повіту Вармінсько-Мазурського воєводства.
Населення — 83 особи (2011).
У 1975-1998 роках село належало до Ольштинського воєводства.

## Демографія
Демографічна структура станом на 31 березня 2011 року:
|          | Загалом | Допрацездатний вік | Працездатний вік | Постпрацездатний вік |
| -------- | ------- | ------------------ | ---------------- | -------------------- |
| Чоловіки | 42      | 10                 | 30               | 2                    |
| Жінки    | 41      | 11                 | 27               | 3                    |
| Разом    | 83      | 21                 | 57               | 5                    |